# Miniera del Cornacchino
La miniera del Cornacchino è un complesso minerario, oggi musealizzato, situato nel comune di Castell'Azzara (GR), sul versante sud del Monte Penna a circa 3 chilometri dal paese.

## Storia
L'attività estrattiva nella miniera del Cornacchino, poco distante da Castell'Azzara, iniziò nel 1872 per volere di Filippo Schwarzenberg, di origini franco-boeme. Rimasta di proprietà della famiglia Schwarzenberg fino al 1917, anno in cui fu acquistata dalla società Monte Amiata, la miniera del Cornacchino fu molto sfruttata per l'estrazione del cinabro, e in una grotta è stato anche ritrovato del vasellame antico e una moneta di Filippo II il Macedone del 300 a.C., a testimonianza che i filoni di cinabro erano già conosciuti sin dai tempi degli Etruschi. A partire dal 1879, anno in cui l'attività si fece più intensa, nacque qui un piccolo villaggio minerario, e venne anche costruita la palazzina del direttore della miniera. Nei primi del XX secolo furono realizzati forni più moderni, e al Cornacchino arrivavano per lavorare oltre centocinquanta uomini, donne e bambini di Castell'Azzara. Proprio in questa miniera fu inoltre riconosciuta per la prima volta la silicosi, malattia polmonare dovuta all'assidua respirazione di silicio, inizialmente chiamata proprio "cornacchite". Nel 1921, esauriti i filoni di cinabro, la miniera venne chiusa e la concessione mineraria fu cancellata definitivamente nel 1924. Rimasta abbandonata per molti anni, recentemente i ruderi del fabbricato dei forni, dell'officina e della palazzina del direttore sono stati trasformati in agriturismo, mentre le gallerie sono state restaurate e messe in sicurezza. Delle sei gallerie che compongono la miniera, le due che compongono la cosiddetta "galleria Ritorta" sono state trasformate in percorso museale ad opera del Comitato di gestione provvisoria del Parco museo delle miniere del Monte Amiata, in collaborazione con la Comunità montana Amiata Grossetano. Nel 2008 le gallerie sono state inserite nel Sistema museale Amiata grossetano e nella rete museale provinciale Musei di Maremma.

## Percorso museale
Le due gallerie che compongono la cosiddetta "galleria Ritorta" risalgono ad un periodo antecedente al 1889 e sono state aperte al pubblico nel 2008. I cunicoli sono lunghi alcune centinaia di metri e ruotano su se stessi. Per scendere è necessario munirsi di attrezzature adatte, fornite dalla Pro loco di Castell'Azzara, che gestisce il museo, ed essere obbligatoriamente condotti da una guida esperta.
La visita può iniziare dalla località Quercia Gobba, dove parte il sentiero boscato del Cornacchino, percorso di circa 500 metri che si snoda attraverso il suggestivo paesaggio boschivo lungo la gola del fosso Cornacchino, fino a raggiungere le due gallerie minerarie della Ritorta. Questo percorso è libero ed è possibile osservare dall'esterno le gallerie anche senza una guida. 